# Sinagoga di Monte San Savino
La sinagoga di Monte San Savino è un edificio sacro che si trova in via Salomone Fiorentino.
La sinagoga è situata sulla strada che formava l'ossatura centrale dell'antico ghetto. Edificata nel XVII secolo, fu ristrutturata tra il 1729 e il 1732. Risalgono a quell'epoca i resti di stucchi con cornici modanate e finte finestre che si notano ancora nella parte alta dell'ambiente.
Sempre nella parte alta si nota una cornice di pietra dove sono rimasti i cardini sui quali ruotavano le ante delle porte dell'Aron haQodesh. Travi sporgenti dal muro indicano ancora l'altezza dei vari piani in cui si articolava l'edificio, con in basso i servizi pubblici della Comunità e al centro uffici e scuole. Nel 1799, a seguito dei moti del Viva Maria, gli ebrei savinesi furono costretti ad abbandonare la città e la sinagoga venne ceduta alla Università israelitica di Siena. Nel 1924 fu acquistata dal comune che provvide ai restauri.